# Xironogiton victoriensis
Xironogiton victoriensis är en ringmaskart som beskrevs av Gelder och Hall 1990. Xironogiton victoriensis ingår i släktet Xironogiton och familjen kräftmaskar. Inga underarter finns listade i Catalogue of Life.